# Joseph Wedderburn
Joseph Henry Maclagan Wedderburn FRS (Forfar, Angus, Escócia, 2 de fevereiro de 1882 — Princeton, Estados Unidos, 9 de outubro de 1948) foi um matemático escocês, que lecionou na Universidade de Princeton na maior parte de sua carreira. Um exímio algebrista, ele provou que todo anel de divisão finito é um corpo, e parte do Teorema de Artin-Wedderburn em álgebras simples. Ele também trabalhou com teoria de grupos e álgebra matricial.

## Vida
Joseph Wedderburn foi o décimo de um total de quatorze filhos de Alexander Wedderburn, um médico, e Anne Ogilvie. Em 1898, ele entrou na Universidade de Edimburgo. Em 1903, ele publicou seus três primeiros artigos e trabalhou como assistente no Laboratório de Física da universidade.
Então, ele estudou brevemente na Universidade de Leipzig e na Universidade de Berlim, onde ele conheceu os algebristas Frobenius e Schur. Uma bolsa de estudos o possibilitou passar o ano acadêmico de 1904-1905 na Universidade de Chicago, onde ele trabalhou com Oswald Veblen, E. H. Moore e, talvez o mais importante para suas pesquisas, Leonard Dickson, que se tornou o maior algebrista da época.
Retornando para a Escócia em 1905, Wedderburn trabalhou por quatro anos na Universidade de Edimburgo como assistente de George Chrystal, que supervisionou seu doutorado, adquirido em 1908 com a tese intitulada Sobre Números Hipercomplexos. Entre 1906 a 1908, Wedderburn foi revisor de um jornal acadêmico produzido pela Sociedade Matemática de Edimburgo. Em 1909, ele retornou aos Estados Unidos para se tornar um professor na Universidade de Princeton; seus colegas incluíam Luther P. Eisenhart, Oswald Veblen, Gilbert Ames Bliss e George Birkhoff.
Próximo ao inpicio da Primeira Guerra Mundial, Wedderburn se alistou no exército britânico. Ele foi a primeira pessoa de Princeton a se voluntariar para a guerra, e teve a carreira militar mais longa entre todos. Quando foi capitão no Quarto Batalhão de Pesquisa de Campo na França, ele desenvolveu um equipamento sônico para localizar a artilharia inimiga.
Ele retornou para Princeton após a guerra, tornando-se Professor Associado em 1921 e revisor dos Anais de Matemática até 1928. Enquanto esteve em Princeton, ele supervisionou apenas três Ph.Ds, um deles de Nathan Jacobson. Nos seus últimos anos, Wedderburn se tornou uma pessoa muito solitária, podendo inclusive ter sofrido de depressão. Seu isolamento após sua aposentadoria antecipada em 1945 foi tão grande que sua morte por ataque cardíaco não foi notada durante dias. Sua coleção de manuscritos foi destruída, conforme suas instruções.
Wedderbrun recebeu a Medalha MacDougall-Brisbane da Sociedade Real de Edimburgo em 1921, e foi eleito para a Sociedade Real de Londres em 1933.
Por que Wedderburn nunca se casou:
"Uma certa tradição escocesa exigia que um homem, antes de se casar, deveria acumular uma quantia equivalente a uma porcentagem de sua renda anual. No caso de Wedderbrun, sua renda aumentou tão rapidamente, que ele nunca foi capaz de fazer isso". (Hooke 1984)

## Trabalho
Ao todo, Wedderburn publicou 40 livros e artigos, promovendo avanços importantes na teoria de anéis, álgebras e teoria de matrizes.
Em 1905, Wedderburn publicou um artigo que incluía três demonstrações para um teorema que afirmava que um anel de divisão finito não comutativo não poderia existir (Teorema de Wedderburn). Todas as demonstrações relacionavam o grupo aditivo de uma álgebra finita {\displaystyle A} e o grupo multiplicativo {\displaystyle A^{*}=A\backslash \{0\}}. Parshall, em 1983, notou que a primeira das três provas tinha uma falha não notada na época. Enquanto isso, Dickson também encontrou uma demonstração para esse resultado, mas, acreditando, que a primeira prova de Wedderburn estava correta, Dickson atribuiu esse teorema a Wedderburn. Mas, Dickson também notou que Wedderburn construiu suas segunda e terceira provas após ver a demonstração de Dickson. Parshall afirma que Dickson deveria ser creditado com a primeira demonstração correta.
O trabalho mais conhecido de Wedderburn é sua tese de doutorado. Esse artigo fornece uma classificação completa para álgebras simples e semi-simples. Ele, posteriormente, mostrou que toda álgebra semi-simples pode ser vista como soma direta de álgebras simples e que toda álgebra simples é isomorfa a uma álgebra de matrizes por algum anel de divisão. O Teorema de Artin-Wedderburn generaliza esse resultado.
Seu livro mais famoso é Lectures on Matrices (1934), o qual Jacobson elogiou da seguinte forma:
"Que esse é o resultado de vários anos de um trabalho meticuloso é evidente pela referência de 661 itens (na impressão revisada) cobrindo o período de 1853 a 1936. Esse trabalho, entretanto, não é uma compilação, mas uma síntese que é própria de Wedderburn. Ele contém várias contribuições originais ao assunto". (Nathan Jacobson, citado em Taylor 1949)
Sobre os lecionamentos de Wedderburn:
"Aparentemente, ele era um homem muito tímido e preferia olhar para a lousa que para seus alunos. Ele tinha os originais de seu livro Lectures on Matrices coladas em cartolina para durarem mais, e sua "aula" consistia em ler esses escritos enquanto, simultaneamente, copiava-os no quadro negro". (Hooke 1984)